# Romain Le Gac
Romain Le Gac (Nogent-sur-Marne, 31 mei 1995) is een Frans kunstschaatser die actief is in de discipline ijsdansen. Le Gac en zijn echtgenote Marie-Jade Lauriault namen in 2018 deel aan de Olympische Winterspelen in Pyeongchang. Hij schaatste van 2010 tot 2014 met Estelle Elizabeth, en kwam in 2012 met haar uit op de Olympische Jeugdwinterspelen in Innsbruck.

## Biografie

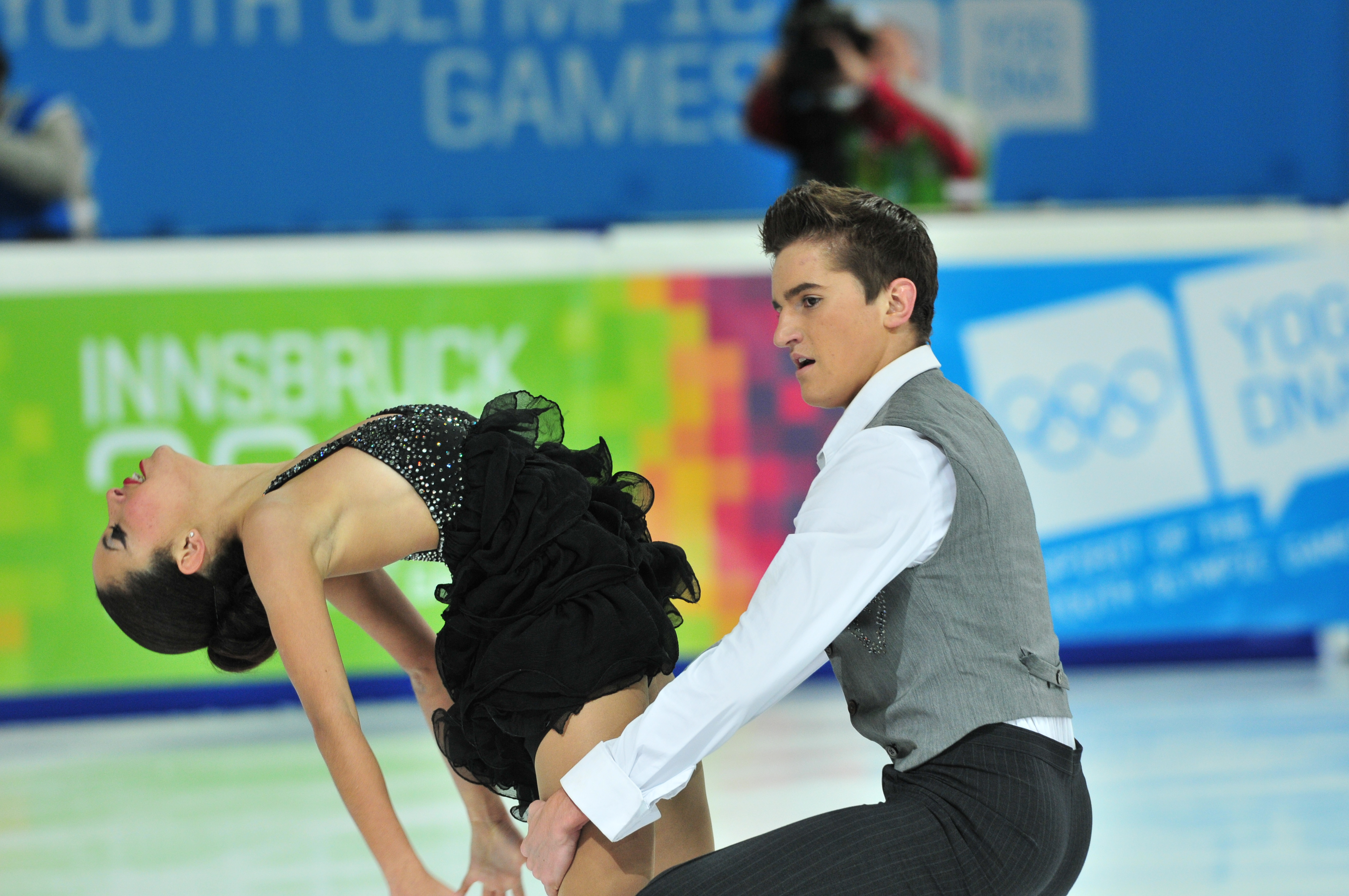
Le Gac en Estelle Elizabeth (2012)

In 2001 begon Le Gac met kunstschaatsen. Op zijn achtste stapte hij vanwege zijn aversie tegen sprongen over van het soloschaatsen op het ijsdansen. Van 2010 tot 2014 kwam hij met Estelle Elizabeth uit bij internationale wedstrijden. Ze vertegenwoordigden in 2012 hun vaderland op de Olympische Jeugdwinterspelen in Innsbruck en namen twee keer deel aan de WK voor junioren. In de zomer van 2014 beëindigden ze de samenwerking.
Lang bleef hij niet alleen, want al in juli 2014 werd hij - vlak nadat hij was verhuisd naar Montreal - gekoppeld aan de Canadese Marie-Jade Lauriault. De twee besloten voor Frankrijk uit te komen. Ze namen twee keer deel aan zowel de EK als de WK. Lauriault ontving in december 2017 haar Franse paspoort. In 2018 kwalificeerde het paar zich voor de Olympische Winterspelen in Pyeongchang. Hier werden de twee 17e bij het ijsdansen en 10e met het team.
Le Gac kreeg ook een relatie met Lauriault; hij huwde in december 2015 met haar.

## Persoonlijke records
Lauriault/Le Gac
| records             | punten | datum      | toernooi |
| ------------------- | ------ | ---------- | -------- |
| Hoogste totaalscore | 159.64 | 24-03-2018 | WK       |
| Hoogste korte kür   | 063.50 | 23-03-2018 | WK       |
| Hoogste vrije kür   | 96.14  | 24-03-2018 | WK       |

## Belangrijke resultaten
2010-2014 met Estelle Elizabeth, 2014-2020 met Marie-Jade Lauriault
| Olympische Spelen                                    |             |        |      |        |      |               | 17e 10e (team) |               |               |               |               |               |               |               |
| Wereldkampioenschap                                  |             |        |      |        |      | 21e           | 13e            | 14e           | *             |               |               |               |               |               |
| Europees kampioenschap                               |             |        |      |        |      | 12e           | 12e            | 10e           |               |               |               |               |               |               |
| Nationaal kampioenschap                              |             |        |      | Zilver |      | Zilver        | Zilver         | Zilver        | 4e            |               |               |               |               |               |
| Olympische Jeugdspelen                               | 5e · (team) |        |      |        |      | geen deelname | geen deelname  | geen deelname | geen deelname | geen deelname | geen deelname | geen deelname | geen deelname | geen deelname |
| WK junioren                                          |             | 15e    | 11e  |        | 8e   | geen deelname | geen deelname  | geen deelname | geen deelname | geen deelname | geen deelname | geen deelname | geen deelname | geen deelname |
| Junior Grand Prix-finale                             |             |        |      |        | 5e   | geen deelname | geen deelname  | geen deelname | geen deelname | geen deelname | geen deelname | geen deelname | geen deelname | geen deelname |
| NK junioren                                          | Goud        | Zilver | Goud |        | Goud | geen deelname | geen deelname  | geen deelname | geen deelname | geen deelname | geen deelname | geen deelname | geen deelname | geen deelname |
| * WK afgelast naar aanleiding van de coronapandemie. |             |        |      |        |      |               |                |               |               |               |               |               |               |               |